# Fenilpropanolamina
La fenilpropanolamina (PPA) és un fàrmac de la família de la fenetilamina que és usat com a descongestionant
en prescripció mèdica i de venda lliure, tos i fred, els pits i els recursos, i una combinació d'al lèrgia medicaments. També està present en un supressor de la gana.
En medicina veterinària, s'utilitza per controlar la incontinència urinària en gossos i es ven sota les marques i Propalin i Proin. Als Estats Units, la PPA ja no es comercialitza sense recepta mèdica a causa d'un risc elevat d'accident vascular cerebral en dones joves. A Espanya, està disponible.
Al Canadà aquest ingredient es va retirar del mercat el 31 de maig de 2001.

## Química
Existeixen quatre isòmers òptics de fenilpropanolamina: D-i L-nor efedrina, i D-i L-nor pseudoefedrina. La D-norpseudoefedrina també es coneix com a catina, i es produeix naturalment en la planta estimulant Catha edulis. Aquest isòmer és comunament usat en Europa medicaments descrites com "fenilpropanolamina", mentre que als Estats Units és habitual la mescla racèmica de d,l-norefedrina.
Igual que l'efedrina és reduïda químicament a metamfetamina, la fenilpropanolamina es pot reduir a amfetamina.
Molecularment, la fenilpropanolamina és a l'efedrina, igual que la metamfetamina és a l'amfetamina, i com la catinona és a la metcatinona. Inicialment totes són amines primàries, aquestes últimes són amines secundàries amb un grup metil adjunt al nitrogen.
La fenilpropanolamina pot sintetitzar-se a partir de la catinona per la reducció de la cetona.

## Efectes secundaris
Un estudi científic va detectar un augment del risc d'hemorràgia cerebral en dones que utilitzen fenilpropanolamina, encara que no és clar quins isòmers en són responsables. Un estudi de la Yale University School of Medicine el 1999 ha produït resultats similars. Informes de casos d'accidents cerebrovasculars hemorràgics en consumidors de la fenilpropanolamina havien estat detectats des de la dècada de 1970.

## Estatut jurídic
A Europa, la PPA encara és disponible mitjançant prescripció mèdica, com ara els descongestionants Rinexin ®, així com de venda lliure de medicaments com Wick DayMed®.
Al Regne Unit, la fenilpropanolamina està disponible en molts medicaments de "tot en un" contra el refredat, que generalment també inclouen paracetamol, com a analgèsic, i cafeïna. També pot ser comprat pel seu compte. És classificada com GSL (llicència de venda general, general sale license) i no té cap mena de restricció a la seva venda, per tant la pot vendre qualsevol botiga.
Als Estats Units, la Food and Drug Administration (FDA) va emetre un avís de salut pública en contra de l'ús del fàrmac el novembre de 2000. En aquest avís, la FDA va demanar que totes les companyies farmacèutiques suspenguessin la comercialització de productes que contenen fenilpropanolamina. L'agència calcula que el PPA causa entre 200 i 500 accidents cerebrovasculars cops per any entre els consumidors de 18 a 49 anys. El 2005 la FDA retirà de la venda lliure la fenilpropanolamina a causa del seu ús potencial en la fabricació clandestina d'amfetamines, és controlada per la llei de lluita contra l'epidèmia de metamfetamina (Combat Methamphetamine Epidemic Act) de 2005. Encara està disponible per al seu ús en gossos.
Internacionalment, un punt de l'ordre del dia de la sessió la "Comissió d'Estupefaents" del 2000 per la inclusió de la fenilpropanolamina en el quadre I del "Conveni de les Nacions Unides contra el Tràfic Il·lícit d'Estupefaents i Substàncies Sicotròpiques" (United Nations Convention Against Illicit Traffic in Narcotic Drugs and Psychotropic Substances)